# Friedrichslohra

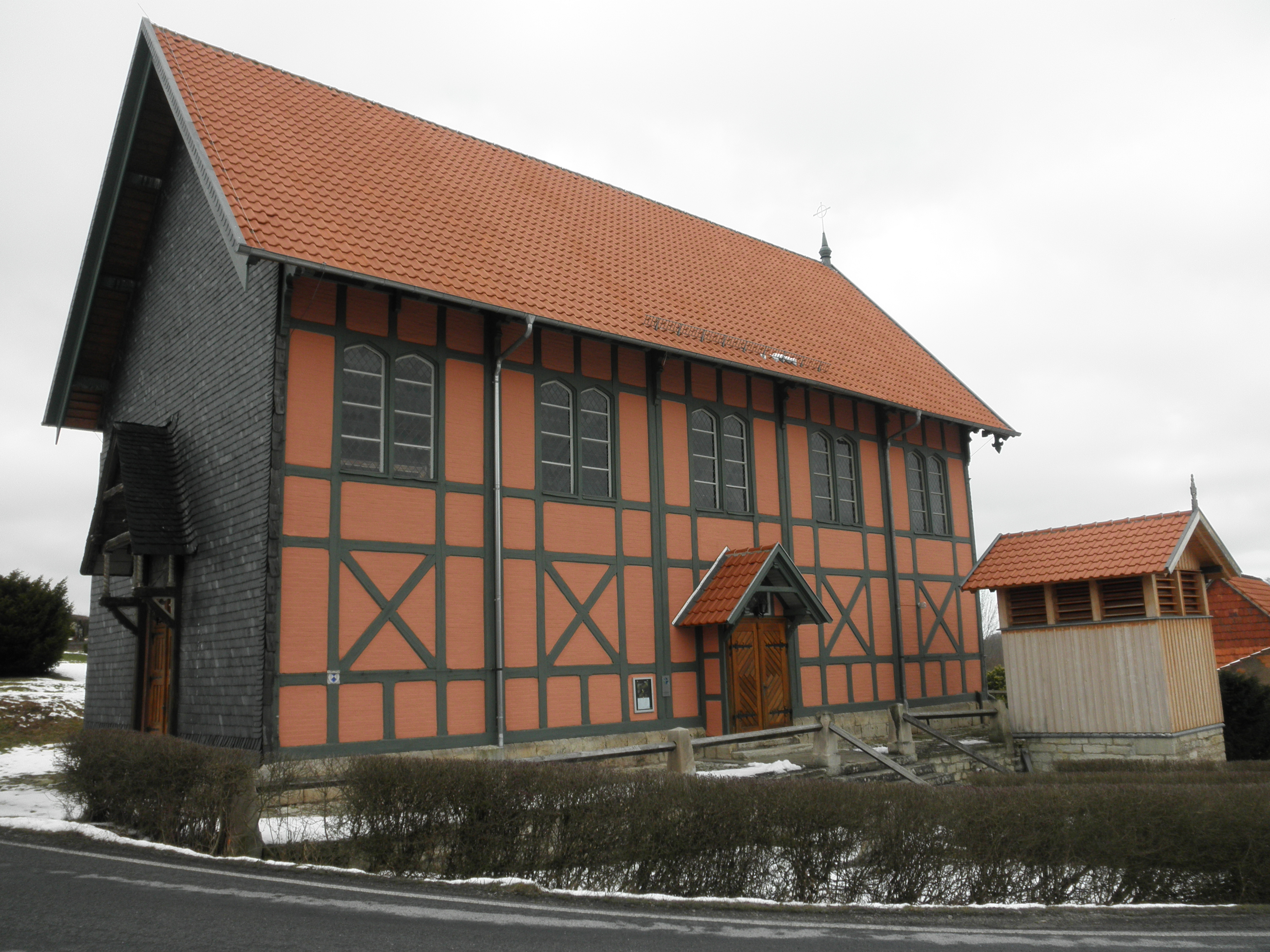
Ev. Bonifatius-Kirche mit Glockenhaus in Friedrichslohra

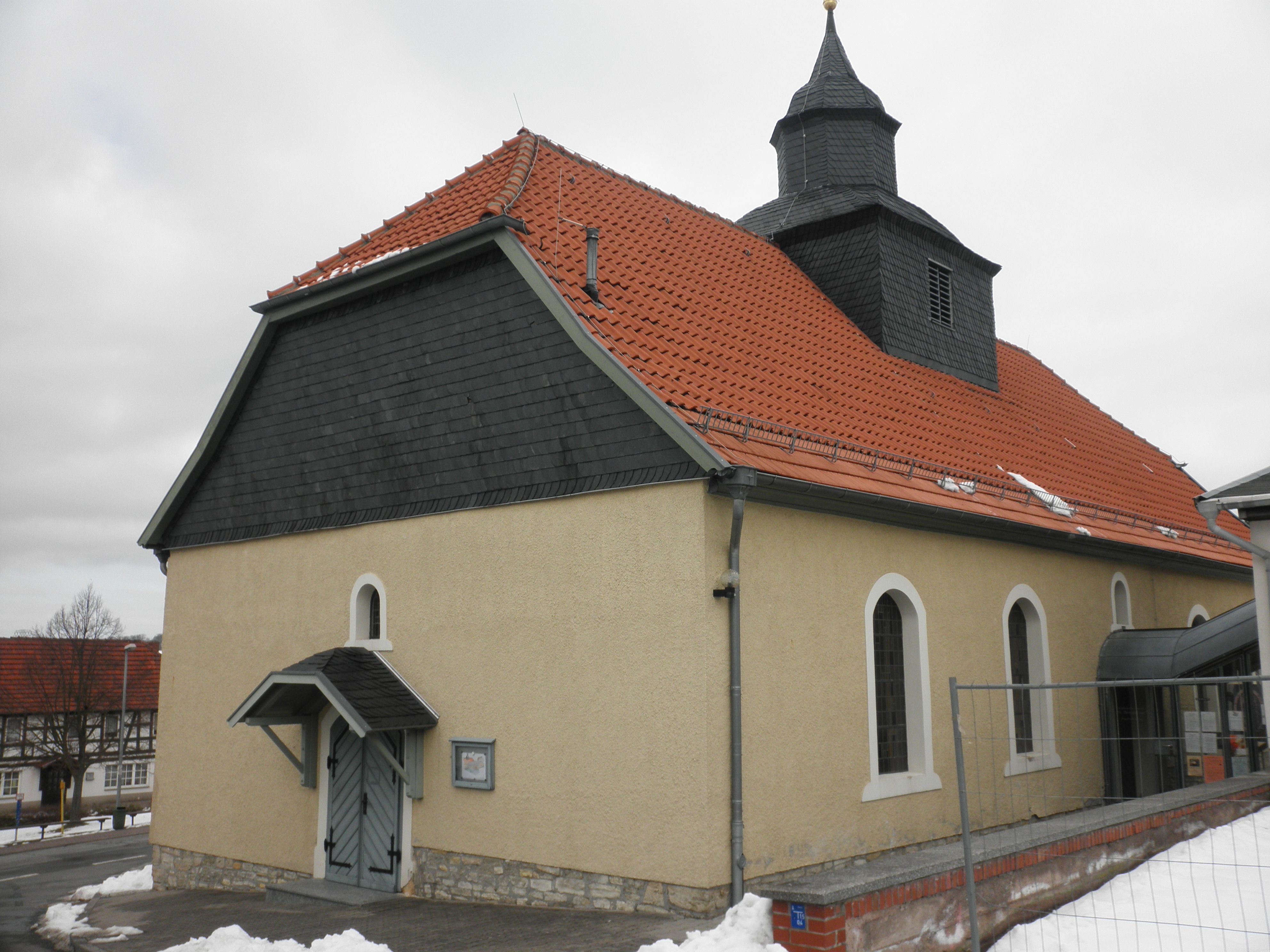
Katholische Bonifatius-Kirche in Friedrichslohra

Friedrichslohra ist ein Ortsteil der Gemeinde Großlohra im Landkreis Nordhausen in Thüringen.

## Geografie
Das Gebiet um Friedrichslohra liegt am nordwestlichen Ausläufer des Höhenzuges Hainleite. Vom Fuß der Hainleite flacht gen Norden die Landschaft kupiert ab und geht in kleinere Anhöhen über. Im Tal verläuft die Wipper. Die Landesstraße 3080, die Eisenbahn Nordhausen - Kassel und die Bundesautobahn 38 führen auch durch die Niederung.

## Geschichte
Die urkundliche Ersterwähnung von Friedrichslohra erfolgte 1776/77. Der Ort wurde erst im 18. Jahrhundert durch eine Siedlungsmaßnahme des preußischen Königs Friedrich II. gegründet. Dabei wurden Wollspinner und Weber hauptsächlich aus dem Eichsfeld, aber auch aus Österreich und Italien angesiedelt. Die Straße, in der die ersten (22) Häuser errichtet wurden, heißt deshalb immer noch 22-er Straße. Während des 19. Jahrhunderts wurden in Friedrichslohra vom Staat Preußen Projekte zur Sesshaftmachung von Sinti durchgeführt. Von 1831 bis 1837 bestand ein „Erziehungsheim“ in dem heute als Kindergarten genutzten Gebäude.
In Friedrichslohra gibt es zwei Kirchen, die evangelische Kirche St. Bonifatius und die katholische Kirche St. Bonifatius.
Am 1. Juli 1950 entstand die Gemeinde Großlohra durch den Zusammenschluss der bisherigen Gemeinden Friedrichslohra, Großwenden und Kleinwenden.